# Elvis Presley: The Searcher
Elvis Presley: The Searcher é um documentário televisivo estadunidense de 2018, produzido pela HBO Documentary Films, sobre a vida do cantor norte-americano Elvis Presley, focando no desenvolvimento de sua musicalidade. Coeditado, coproduzido e dirigido por Thom Zimny, o documentário estreou no South by Southwest Film Festival de 2018, em duas partes, em 14 e 15 de março de 2018, antes de ir ao ar no canal HBO, em sua totalidade, em 14 de abril.